# Фердинанд фон Золмс-Хоензолмс-Лих
Фердинанд фон Золмс-Хоензолмс-Лих (на немски: Ferdinand zu Solms-Hohensolms-Lich; * 28 юли 1806, Лих; † 14/15 август 1876, Лих, Хесен) е принц от Золмс-Хоензолмс-Лих, генерал-майор и народен представител.

## Произход
Той е третият син на княз Карл Лудвиг Август фон Золмс-Хоензолмс-Лих (1762 – 1807) и съпругата му Хенриета София фон Бентхайм-Щайнфурт (1777 – 1851), дъщеря на княз Лудвиг Вилхелм Гелдрикус Ернст фон Бентхайм-Щайнфурт (1756 – 1817) и принцеса Юлиана Вилхелмина фон Шлезвиг-Холщайн-Зондербург-Глюксбург (1754 – 1823). Брат е на принц Карл (1803 – 1824), на княз Лудвиг (1805 – 1880) и на принц Август (1807 – 1814).

## Фамилия
Фердинанд се жени на 18 януари 1836 г. в Пирниц за графиня Каролина фон Колалто и Сан Салваторе (* 18 януари 1818, Виена; † 27 ноември 1855, Лих), дъщеря на княз Антон Октавиан II фон Колалто и Сан Салваторе (1783 – 1854) и съпругата му графиня Каролина Апонии де Наги-Апони (1790 – 1872). Те имат децата:
- Мария Луиза (1837 – 1933)
- Херман Адолф (1838 – 1899), княз на Золмс-Хоензолмс-Лих, женен на 20 юни 1865 г. в Пирниц за графиня Агнес фон Щолберг-Вернигероде (1842 – 1904)
- Райнхард Карл Фердинанд Ото (1841 – 1862)
- Матилда (1842 – 1867), омъжена на 31 юли 1862 г. в Лих за княз Бруно фон Изенбург-Бюдинген (1837 – 1906)
- Анна (1844 – 1904), омъжена на 31 януари 1865 г. в Лих за граф Октавиан фон Колалто и Сан Салваторе (1842 – 1912)
- Лудвиг Антон Йохан Едуард Алфонс Фридрих Фердинанд (1851 – 1913), женен на 25 юни 1885 г. в Любенау за графиня Луиза цу Линар (1864 – 1943)
- Йохан Октавиан Йозеф Евстахи ус (1855 – 1880), женен на 1 май 1880 г. в дворец Сан Салваторе, Тревизо, за Елизабет Гертруд Хайман (1857 – 1881), направена „графиня фон Мушенхайм“ на 2 юни 1880 г.